# Yuki Naito
Yuki Naito (født 16. februar 2001) er en japansk tennisspiller. 
Hun fik debut på ITF Junior Circuit i januar 2015, og debuten på ITF Women's Circuit kom i juni 2016. På sidstnævnte har hun vundet tre turneringer i double, og var 14. maj 2018 nummer 258 på WTA’s verdensrangliste i double, hendes højeste til dato.